# 帝景灣
帝景灣（英語：Corinthia by the Sea），位於香港新界將軍澳南唐賢街23號，毗鄰中央大道及將軍澳海濱公園，是信和置業及嘉華國際共同發展的私人住宅屋苑，由王董建築師事務設計，其士建築承建。物業分為7座樓高8層至18層的大廈，共提供536個單位，2015年6月開售，於2016年12月尾開始入伙。展覽廳及示範單位設於尖沙咀尖沙咀中心。

## 歷史
地政總署在2012至2013年度賣地計劃內公開招標將軍澳第66C2區屬臨海限量地，地積比率只有3.5倍，為低密度住宅項目, 地盤面積約為12,915平方米。最低及最高的樓面面積分別為27,122平方米及45,203平方米，其中不少於23,247平方米及不超過38,745平方米的樓面面積可作私人住宅用途。發展項目的住宅單位總數不得少於520個及不得超過546個。信置以22.85億元，每呎樓面地價近4700元，擊退7家發展商投得地皮，較同期由會德豐The Parkside、嘉華嘉悅及新地天晉投得同區限量地樓面地價高17%至23%。

## 單位
屋苑共有7座，其中第1座高8層，其餘6座介乎16至17層高，戶型由1房至4房不等，面積由實用314方呎至1553方呎。其中標準2房單位共有286伙，3至4房大戶提供約160伙。特色單位佔約一成，包括14伙頂層連天台特色戶及8伙平台花園特色戶。唯部分單位開放式廚房均不設有煤氣管道。
屋苑亦是全港首個住宅項目提供「無線高速家庭網絡系統」裝置，讓住戶無需重新上門拉線安裝。

## 升降機服務
所有樓宇均採用富士達提供的升降機。

## 設施
帝景灣住客會所命為Club Corinthia，位於項目地下及地庫，總面積為2.4萬平方呎。會所設施包括同區罕有50米室外游泳池、室內游泳池、按摩池、兒童天地、兒童遊戲區、健身室、日光曬台、蒸氣室、桑拿室、閱讀區、盛宴廳、休閒雅座、瑜伽／舞蹈室、音樂室、遊戲室（麻雀）、娛樂室（Karaoke）、多用途活動室、燒烤場等。

## 商場

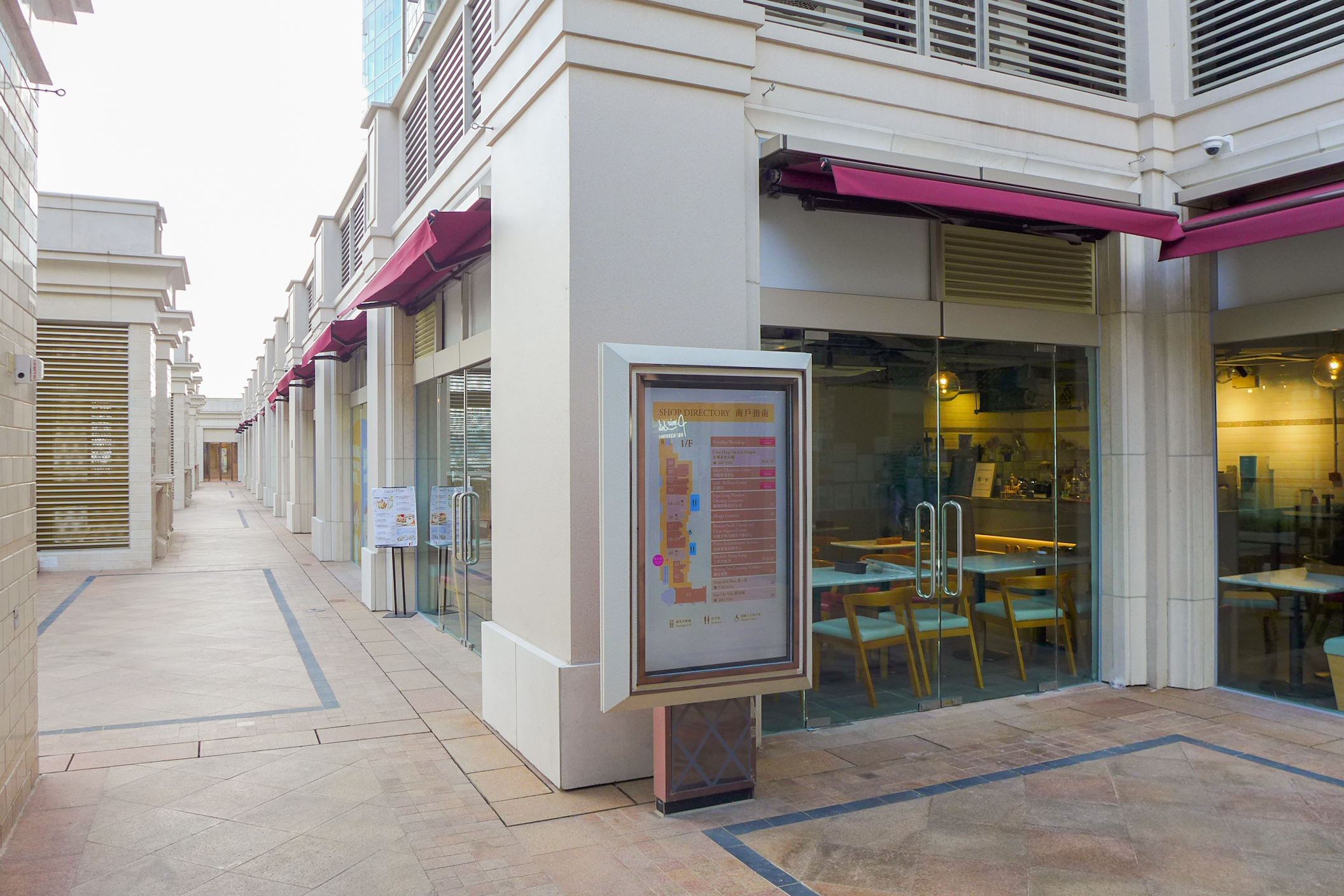
帝景灣商場1樓

地下及1樓商場命名為帝景灣商場，樓高2層，佔地約8萬方呎，與近年信和置業新建物業一樣，採用歐陸經典的設計，原打算引入特色餐廳食肆及酒吧，但最後到2017年4月開業後，大多租戶以診所及教育中心為主，只設少量餐廳。而地下大部分範圍用作幼稚園，其餘範圍除髮型屋外由入境處預留作2018年香港第7代智能身份證換證中心。

### 主要商店
- 香港入境處智能身份證換證中心（已結業）
- 香港中旅證件服務將軍澳中心
- 湯•米
- 大灰熊廚房
- Planet Foody
- 固思教育
- 藝朗窗飾設計公司
- 卓傲牙科及隱形牙箍中心
- 迅康復康治療中心
- 七田式教育
- 耀星學軒
- 鱻味館
- 樂思幼稚園及國際幼兒學校
- Mingo Gourmet
- Fashion Hair Stylist

## 交通
地庫設有181個住客車位（住客：125、訪客：18、電單車：13、傷健人仕：2、單車：23）
屋苑外設有114B專綫小巴，來往調景嶺站。

## 名稱被指控告侵權

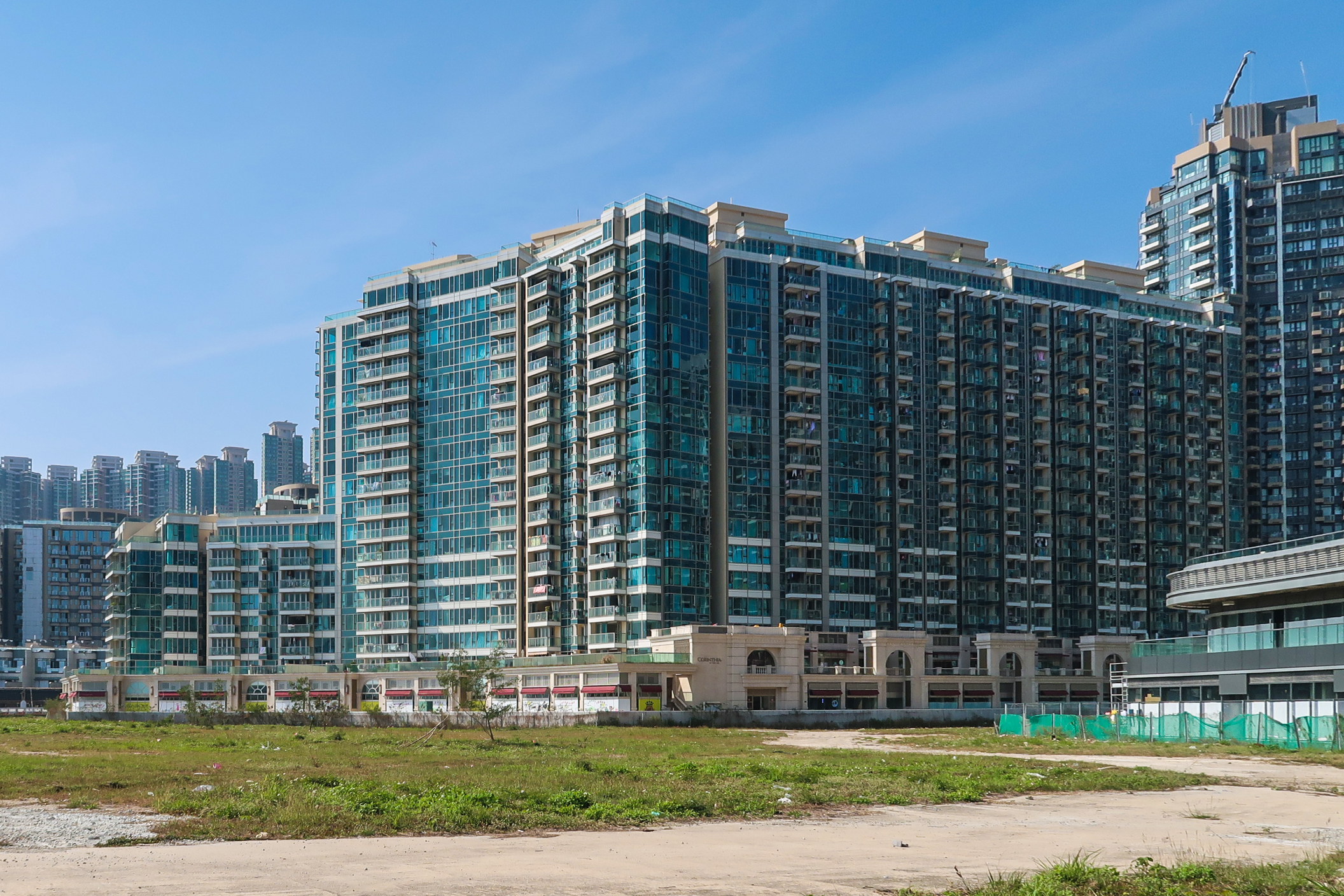
帝景灣東南面

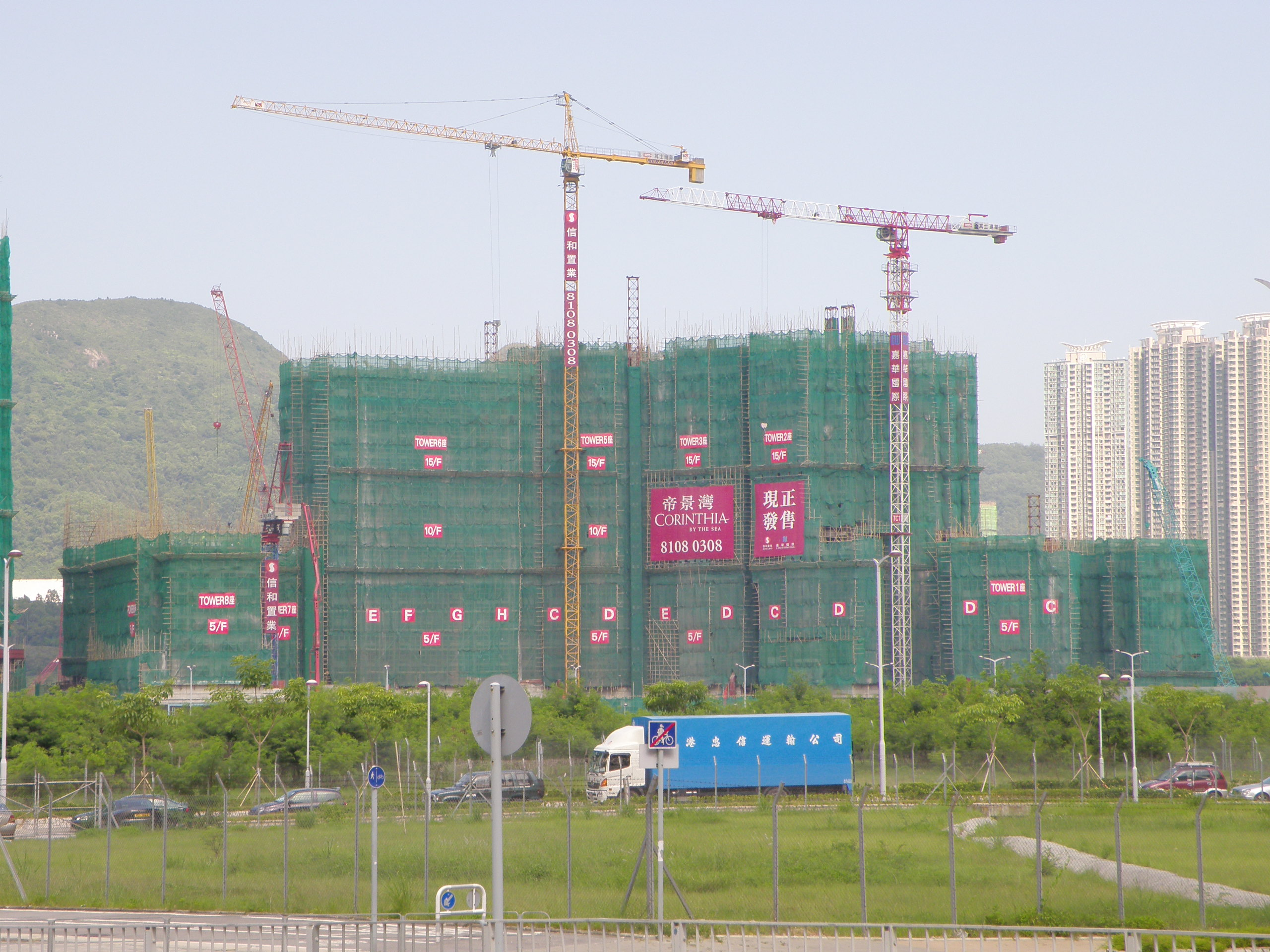
帝景灣地盤（2015年8月）

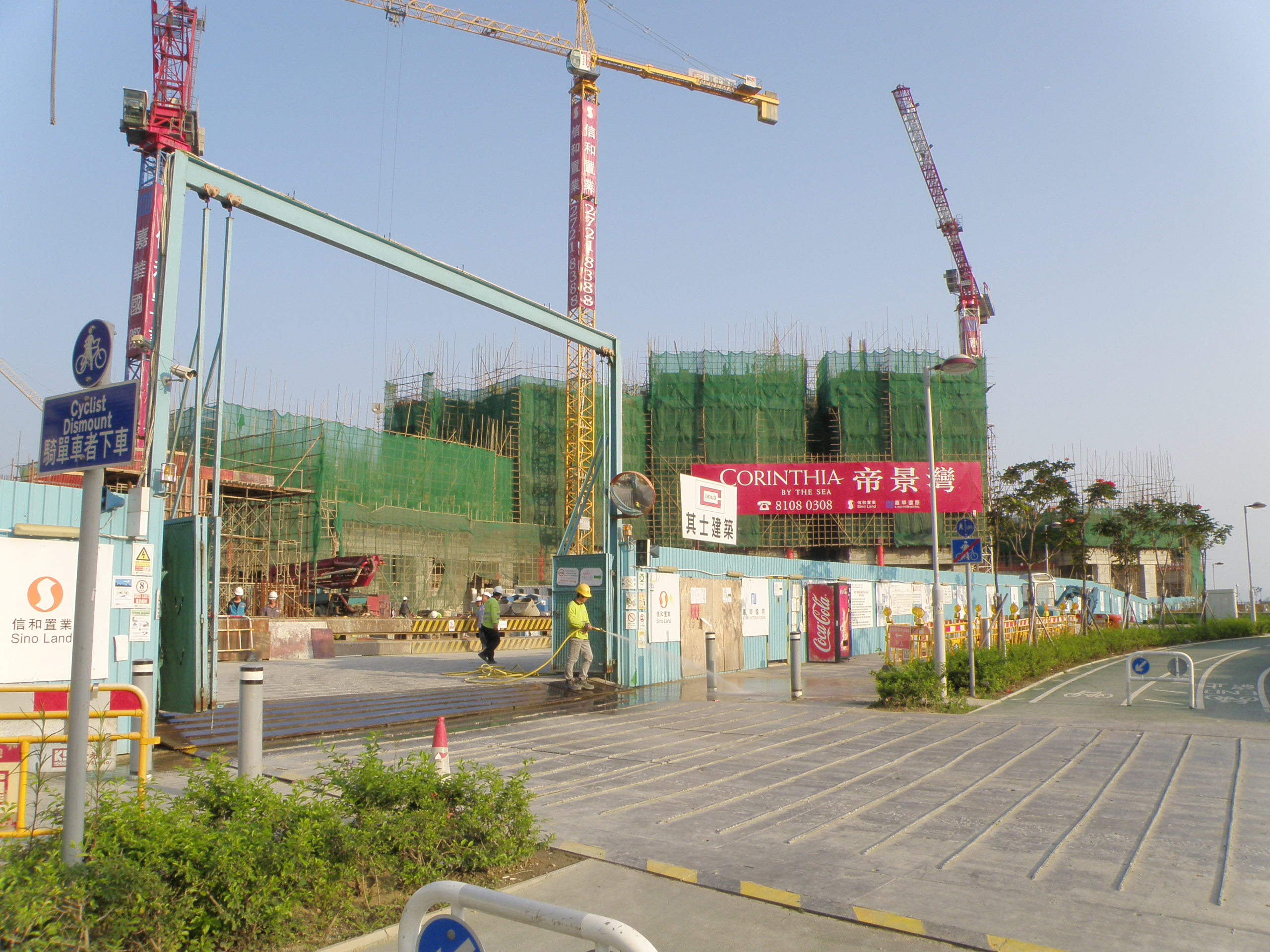
帝景灣地盤（2015年3月）

帝景灣的英文名「Corinthia by the Sea」，曾被指國際連鎖五星級酒店集團Corinthia控告侵權，要求香港法院禁制使用。法庭指原告沒有涉足香港住宅發展項目，消費者不會混淆，故拒絕禁制要求。

## 毗鄰
- 中央大道（現為露天停車場）
- 海天晉
- 將軍澳海濱公園
- 法國國際學校

## 外部連結
- 官方网站